# PLLP
PLLP (англ. Plasmolipin) – білок, який кодується однойменним геном, розташованим у людей на 16-й хромосомі. Довжина поліпептидного ланцюга білка становить 182 амінокислот, а молекулярна маса — 19 987.
| 10         |  | 20         |  | 30         |  | 40         |  | 50         |
| ---------- |  | ---------- |  | ---------- |  | ---------- |  | ---------- |
| MAEFPSKVST |  | RTSSPAQGAE |  | ASVSALRPDL |  | GFVRSRLGAL |  | MLLQLVLGLL |
| VWALIADTPY |  | HLYPAYGWVM |  | FVAVFLWLVT |  | IVLFNLYLFQ |  | LHMKLYMVPW |
| PLVLMIFNIS |  | ATVLYITAFI |  | ACSAAVDLTS |  | LRGTRPYNQR |  | AAASFFACLV |
| MIAYGVSAFF |  | SYQAWRGVGS |  | NAATSQMAGG |  | YA         |  |            |

A: Аланін

C: Цистеїн

D: Аспарагінова кислота

E: Глутамінова кислота

F: Фенілаланін

G: Гліцин

H: Гістидин

I: Ізолейцин

K: Лізин

L: Лейцин

M: Метіонін

N: Аспарагін

P: Пролін

Q: Глутамін

R: Аргінін

S: Серин

T: Треонін

V: Валін

W: Триптофан

Кодований геном білок за функціями належить до іонних каналів, фосфопротеїнів. 
Задіяний у таких біологічних процесах, як транспорт іонів, транспорт. 
Локалізований у мембрані.